# Rijksbeschermd gezicht Dreischor
Gezicht Dreischor is een van rijkswege beschermd dorpsgezicht in Dreischor in de Nederlandse provincie Zeeland. De procedure voor aanwijzing werd gestart op 22 juni 1970. Het gebied werd op 10 november 1972 definitief aangewezen. Het beschermd gezicht beslaat een oppervlakte van 10,7 hectare.
Panden die binnen een beschermd gezicht vallen krijgen niet automatisch de status van beschermd monument. Wel zal de gemeente het bestemmingsplan aanpassen om nieuwe ontwikkelingen in het gebied te reguleren. De gezichtsbescherming richt zich op de stedenbouwkundige en cultuurhistorische waardering van een gebied en wil het toekomstig functioneren daarvan veiligstellen.
Het dorpsgezicht is een van de 17 beschermde stads- en dorpsgezichten in Zeeland.